# Campionato mondiale cadetti di scherma 2000
Il Campionato mondiale cadetti di scherma del 2000 ("2000 World Cadets Fencing Championships") è stato organizzato dalla Federazione internazionale della scherma e si è svolto a South Bend negli Stati Uniti d'America dal 18 al 19 aprile.
Nel fioretto, si sono aggiudicati i titoli del campionato mondiale il canadese Joshua McGuire, che ha battuto in finale il russo Jurij Molčan, e la belga Krista Marcoen che ha avuto la meglio sulla polacca Katarzyna Kryczało.
Nella spada il tedesco Norman Ackermann ha battuto in finale il polacco Pawel Bönisch, ottenendo il titolo mondiale cadetti maschile, mentre tra le donne l'elvetica Sophie Lamon ha superato la russa Ekaterina Šurupina.
Nella sciabola il francese Clemente Martino prevale sul polacco Bartlomiej Olejnik, mentre la russa Margarita Žukova ha battuto la connazionale Svetlana Verteletskaia.

## Podi

### Uomini
| Specialità  | Oro              | Argento            | Bronzo                         |
| Individuali |                  |                    |                                |
| Fioretto    | Joshua McGuire   | Jurij Molčan       | Andrea Cassarà Jérôme Jault    |
| Spada       | Norman Ackermann | Pawel Bönisch      | Gauthier Grumier Bas Verwijlen |
| Sciabola    | Clemente Martino | Bartłomiej Olejnik | Alberto Cataleta Jason Rogers  |

### Donne
| Specialità  | Oro              | Argento               | Bronzo                                 |
| Individuali |                  |                       |                                        |
| Fioretto    | Krista Marcoen   | Katarzyna Kryczało    | Carolin Golubytskyi Claudia Pigliapoco |
| Spada       | Sophie Lamon     | Ekaterina Šurupina    | Hyojung Jung Francesca Quondamcarlo    |
| Sciabola    | Margarita Žukova | Svetlana Verteleckaja | Léonore Perrus Mariel Zagunis          |

## Medagliere
| Pos.   | Nazione       | Oro | Argento | Bronzo | Totale |
| ------ | ------------- | --- | ------- | ------ | ------ |
| 1      | Russia        | 1   | 3       | 0      | 4      |
| 2      | Francia       | 1   | 0       | 3      | 4      |
| 3      | Germania      | 1   | 0       | 1      | 2      |
| 4      | Svizzera      | 1   | 0       | 0      | 1      |
| 4      | Canada        | 1   | 0       | 0      | 1      |
| 4      | Belgio        | 1   | 0       | 0      | 1      |
| 7      | Polonia       | 0   | 3       | 0      | 3      |
| 8      | Italia        | 0   | 0       | 4      | 4      |
| 9      | Stati Uniti   | 0   | 0       | 2      | 2      |
| 10     | Paesi Bassi   | 0   | 0       | 1      | 1      |
| 10     | Corea del Sud | 0   | 0       | 1      | 1      |
| Totale | Totale        | 6   | 6       | 12     | 24     |